# Фелль (Трир)
Фелль (нем. Fell) — община в Германии, в земле Рейнланд-Пфальц.
Входит в состав района Трир-Саарбург. Подчиняется управлению Швайх. Население составляет 2467 человек (на 31 декабря 2010 года). Занимает площадь 15,73 км².